# A Leap Year Comedy
A Leap Year Comedy è un cortometraggio muto del 1912 diretto da Allan Dwan. È conosciuto anche con i titoli February 29th e The Leap Year Cowboy.

## Produzione
Il film fu prodotto dalla Flying A (American Film Manufacturing Company).

## Distribuzione
Distribuito dalla Motion Picture Distributors and Sales Company, il film - un cortometraggio in una bobina - uscì nelle sale cinematografiche USA il 22 febbraio 1912 e in quelle britanniche il 20 aprile di quello stesso anno.